# Clay Guida
Clay Guida (ur. 8 grudnia 1981 w Round Lake) – amerykański zawodnik mieszanych sztuk walki (MMA). Mistrz organizacji Strikeforce w wadze lekkiej z 2006. Wieloletni weteran najlepszej organizacji MMA na świecie - UFC.

## Życiorys
Urodzony i wychowany w Illinois we włoskiej rodzinie, zaczął uprawiać zapasy w wieku pięciu lat i był sportowcem trzech dyscyplin w Johnsburg High School. Kontynuował karierę zapaśniczą w Harper College, gdzie rywalizował z wagą 67,5 kg. Jest młodszym bratem Jasona Guidy, który jest również zawodnikiem MMA.

## Kariera MMA

### Wczesna kariera
W mieszanych sztukach walki zadebiutował 26 lipca 2003 przegrywając z Adamem Copenhaverem przez poddanie. Od 2003 do 2006 walczył na mniejszych galach pokonując m.in. pochodzącego z Polski Barta Palaszewskiego, uzyskując bilans 18-4 i zostając mistrzem kilku lokalnych organizacji m.in. Xtreme Fighting Organization (XFO). 10 marca 2006 zdobył mistrzostwo Strikeforce wagi lekkiej wygrywając z Joshem Thomsonem na punkty. Pas stracił w pierwszej obronie na rzecz Gilberta Melendeza. Jeszcze w tym samym roku związał się z Ultimate Fighting Championship.

### UFC

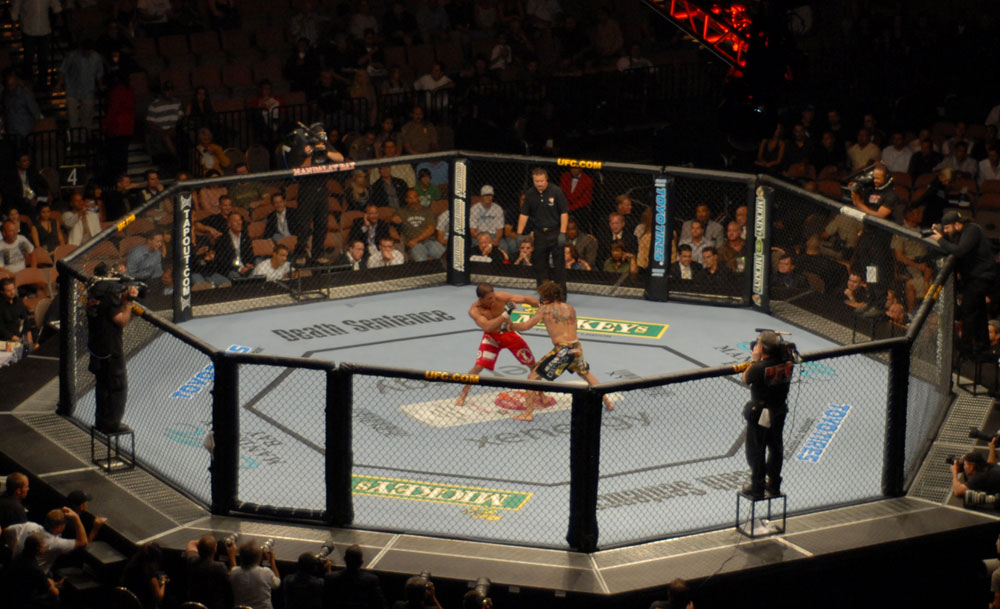
Guida vs Aurélio – 25.08.2007

W latach 2006–2010 pokonywał m.in. Marcusa Aurélio (UFC 74), Nate’a Diaza (UFC 94) oraz Rafaela dos Anjosa (UFC 117). Przegrane boje z Rogerem Huertą i Diego Sanchezem były ogłaszane walkami roku kolejno 2007 i 2009 roku przez Wrestling Observer Newsletter oraz FIGHT! Magazine.
W 2011 roku zwyciężał nad utytułowanymi zawodnikami – byłym mistrzem PRIDE FC Takanorim Gomim i byłym mistrzem WEC Anthonym Pettisem. Pod koniec roku, w listopadzie przegrał na punkty w eliminatorze do walki o pas wagi lekkiej z Bensonem Hendersonem. Od 2012 do 2015 toczył zwycięskie starcia m.in. z Tatsuyą Kawajirim oraz przegrane m.in. z Grayem Maynardem i przed czasem z Chadem Mendesem.
25 czerwca 2017 na gali UFC Fight Night: Chiesa vs. Lee pokonał jednogłośnie na punkty Erika Kocha, natomiast 11 listopada 2017 znokautował w rewanżu Diego Sancheza w pierwszej rundzie.
11 listopada 2017 roku podczas UFC Fight Night: Poirier vs. Pettis zmierzył się z Joe Lauzonem. Wygrał przez TKO w pierwszej rundzie.
Oczekiwano, że zmierzy się z Bobbym Greenem 9 czerwca 2018 roku na UFC 225, ale Green wycofał się z walki, powołując się na kontuzję i został zastąpiony przez Charlesa Oliveirę. Przegrał walkę przez poddanie gilotynowe w pierwszej rundzie.
Następnie zmierzył się z byłym mistrzem dwóch kategorii wagowych UFC, B.J. Pennem 11 maja 2019 roku na UFC 237. Wygrał walkę jednogłośną decyzją.
W kolejnym pojedynku został poddany przez Jima Millera duszeniem gilotynowym w pierwszej minucie pierwszej rundy 3 sierpnia 2019 r. na UFC on ESPN 5.
Guida zmierzył się z Bobbym Greenem 20 czerwca 2020 podczas UFC Fight Night: Blaydes vs. Volkov. Przegrał walkę jednogłośną decyzją.
W pierwszej walce nowego czterowalkowego kontraktu skrzyżował rękawice z Michaelem Johnsonem 6 lutego 2021 roku na UFC Fight Night 184. Wygrał walkę jednogłośną decyzją.
21 sierpnia 2021 na gali UFC on ESPN 29 zmierzył się z Markiem Madsenem. Przegrał walkę przez niejednogłośną decyzję.
4 grudnia 2021 na UFC on ESPN: Font vs. Aldo zmierzył się z Leonardo Santosem. Po widowiskowej demolce, jaką Guidzie sprezentował Santos w pierwszych dwóch minutach walki, Amerykanin odwrócił losy pojedynku i poddał rywala, wielokrotnego mistrza świata BJJ. To zwycięstwo przyniosło mu bonus za walkę wieczoru.
Podczas gali UFC Fight Night 216, która odbyła się 3 grudnia 2022 stoczył pojedynek ze Scottem Holtzmanem. Wygrał niejednogłośną decyzją sędziów (29-28, 28-29, 29-28).
16 stycznia 2025 został zwolniony z UFC. Clay Guida w najlepszej organizacji MMA na świecie walczył aż 18 lat.

## Sponsoring i życie prywatne
Wystąpił w krajowej reklamie SafeAuto Insurance. Reklama została nakręcona w Columbus, w kwietniu 2011 roku. Jest jednym z kilku zawodników reprezentujących SafeAuto Fight Team.
Kariera Guidy jest zarządzana przez VFD Sports Marketing, firmę zajmującą się marketingiem sportowym, która koncentruje się na sportowcach UFC.
Jest fanem Chicago Bears i Chicago Cubs, jak i amerykańskiej grupy rockowej – Grateful Dead. Uczestniczył w pokazach zjazdowych GD50 Grateful Dead.

## Osiągnięcia[19]

### Mieszane sztuki walki
- 2004–2005: mistrz Xtreme Fighting Organization w wadze lekkiej (-70 kg)
- 2005: Xtreme Kage Kombat – 1. miejsce w turnieju wagi lekkiej
- 2005: mistrz Combat Do Fighting Challenge w wadze lekkiej
- 2006: mistrz Strikeforce w wadze lekkiej
- 2007: FIGHT! Magazine – walka roku przeciwko Rogerowi Huercie[20]
- 2009: Wrestling Observer Newsletter, World MMA Awards – walka roku przeciwko Diego Sanchezowi[21]